# Start Up Today
『Start Up Today』（スタートアップトゥデー）は、2002年4月1日から2005年3月31日までエフエム青森で放送されていたワイド番組である。放送時間は毎週月曜 - 金曜 7:30 - 9:00 （日本標準時）。
この番組の最終回をもって、エフエム青森は開局時から続けてきた朝のワイド番組の自社製作を終了。2005年4月1日からは、JAPAN FM NETWORK（JFNC）製作の『Open Sesame!』（月曜 - 木曜）と『SOMETHING』（金曜）を第1部から放送していたが、交通情報、エフエム青森ニュース、天気予報については引き続きローカルパート扱いで放送していた（その後、2013年3月31日をもってローカルパート部分も自社制作を終了し、当該時間帯は全編JFNCからのネット受けに変更された）。

## パーソナリティ
- 藤田絵里賀（全期間）
- 石田英寿（2004年3月まで）
- 須藤正大（2004年4月から）

## コーナー
- ウエザー&フライト
- COLUMN PICK UP
- トラフィックリポート（交通情報）
- キャッチアップスポーツ
- ショービズフラッシュ
- ドライバーズガイド（まれに交通取締り情報）
- クラオートモーニングライナー（八戸支局制作）

### 備考
- 8:00 - 8:20には、日本各地で放送される10分のフロート番組を2本放送。前期には『立花裕人のMORNING FREEWAY』（TOKYO FM）内で放送の10分番組を、後期には『6Sense』（TOKYO FM）内で放送の10分番組を放送していた。また8:10からのコーナーでは、曲が掛かっている最中にエフエム青森が独自で天気予報を入れていた。
- 8:40すぎのコーナー「クラオートモーニングライナー」は、番組自体が終了した後もしばらくエフエム青森で放送されていた。本番組内包時代には、本社のスタジオにいるパーソナリティから八戸支局のスタジオ担当者の藤田良子への呼び掛けでコーナーが始まり、その日の占いとちょっとしたトークをした後、エンディングでタイトルコールをして終了という流れであった。2005年4月以降は、オープニングでタイトルコールのジングル → 占い → トークという流れになった。また、朝の違う時間帯に放送の占いコーナー「ダイエーウイニングコンドル」がこの時間帯に放送されていた時期もある。

| エフエム青森 平日7:30 - 8:00・8:20 - 8:55 | エフエム青森 平日7:30 - 8:00・8:20 - 8:55 | エフエム青森 平日7:30 - 8:00・8:20 - 8:55                                     |
| 前番組                                    | 番組名                                    | 次番組                                                                        |
| ----------------------------------------- | ----------------------------------------- | ----------------------------------------------------------------------------- |
| Blash Up Morning                          | Start Up Today                            | - Open Sesame!（月曜 - 木曜） - SOMETHING（金曜） - ※JFNC制作番組のネット受け |
| エフエム青森 自社制作 朝のワイド番組      |                                           |                                                                               |
| Blash Up Morning                          | Start Up Today                            | Ao-Mor-Ning - ※2005年4月 - 2020年3月は中断                                    |